# Taléstris
Taléstris foi uma rainha mitológica registrada em um episódio do "Romance de Alexandre". Segundo o relato ela trouxe trezentas mulheres para Alexandre, o Grande, esperando criar uma linhagem tão forte e inteligente quanto ele.
De acordo com a lenda, ela permaneceu com o rei macedônio por treze dias e noites na esperança de que ele lhe desse uma filha. Porém, muitos dos biógrafos de Alexandre discordam do fato, incluindo Plutarco.